# 贡纳尔·瑟德林德
贡纳尔·瑟德林德（瑞典語：Gunnar Söderlindh，1896年2月10日—1969年12月26日），生于厄勒布鲁，瑞典前男子体操运动员。他曾获得1920年夏季奥运会体操比赛男子团体瑞典式金牌。他于1969年在韦斯特罗斯去世。